# Akseli Gallen-Kallela

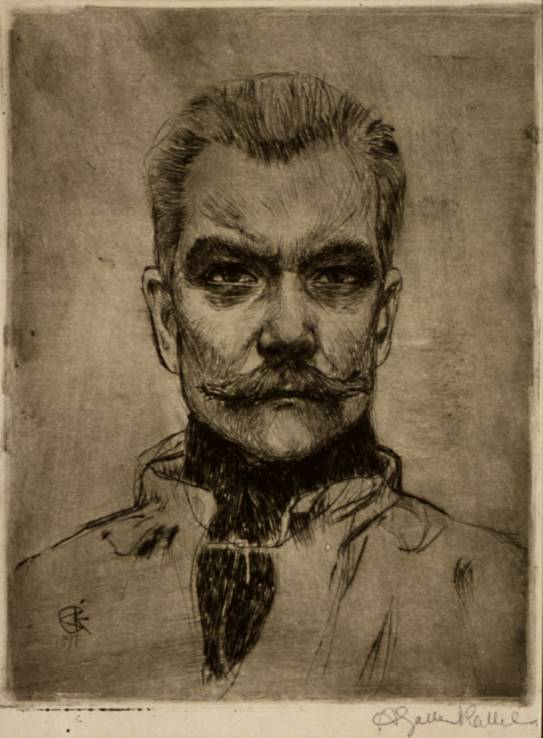
Zelfportret
(1897), Ateneum, Helsinki

Akseli Gallen-Kallela (Pori, 26 april 1865, als Axel Waldemar Gallén - Stockholm 7 maart 1931) was een Fins schilder, architect en ontwerper. De natuur lag aan de basis van het werk van Gallen-Kallela. Voor hem was de natuur heilig en de kunst diende alleen om die grootsheid van de natuur te tonen. Dit wordt perfect geïllustreerd in zijn pantheïstische landschappen. Daarnaast was Akseli Gallen-Kallela de kunstenaar die het visuele nationale geheugen van de Finnen grondvestte en daardoor een grote bijdrage leverde aan het tot stand komen van de Finse identiteit.

## Biografie
Akseli Gallen-Kallela werd geboren als Axél Waldemar Gallén in Pori aan de westkust van het Grootvorstendom Finland, toen nog een deel van het Russische keizerrijk. Zijn vader was een hoge ambtenaar bij de politie en advocaat.

### Jeugd en opleiding
Toen hij elf jaar oud was, in 1876, verhuisde zijn familie naar Helsinki, waar hij studeerde aan het Zweedstalige normallyceum. Ontevreden met de lessen in het Zweeds en met het traditionele onderwijssysteem stopte hij zijn opleiding in 1881. Hij volgde zijn roeping voor de kunst en schreef zich in voor tekenlessen aan de Finse Academie voor Schone Kunsten in Helsinki. In de herfst van 1884, hij was net twintig geworden, vertrok hij naar Parijs om daar zijn opleiding voort te zetten. Hij zou er tussen 1884 en 1889 drie keer verblijven.

### Vroege periode

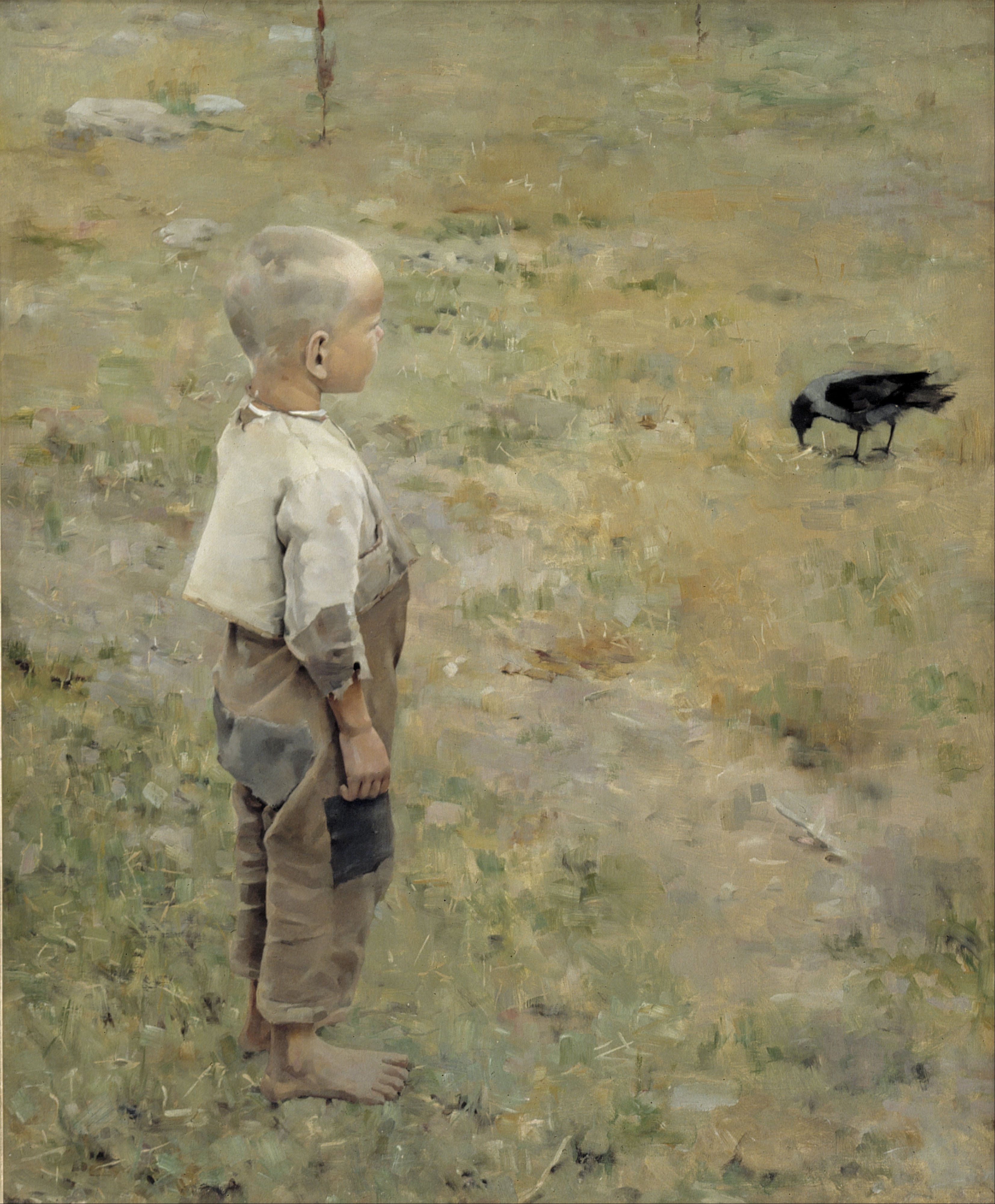
Jongen met kraai
(1884), Atheneum, Helsinki

In 1884 volgde hij lessen bij Bouguereau en bij Robert-Fleury aan de Académie Julian in Parijs, maar hij had meer belangstelling voor het werk van Fernand Cormon in wiens atelier hij ging studeren. Hij vond waarschijnlijk inspiratie in het werk van deze historieschilder voor zijn projecten in verband met de Finse historie en identiteit. In deze vroege periode schilderde hij een aantal naakten, straat- en studioscènes en een aantal portretten. Die eerste werken waren in de stijl van het Franse realisme maar hij gebruikte deze naturalistische schilderstijl al voor zijn vertrek naar Parijs, zoals perfect geïllustreerd wordt door het werk Jongen met kraai, dat hij schilderde in Finland voor hij naar Frankrijk vertrok.
In de zomer van 1885 keerde hij terug naar Finland. In Frankrijk had hij nooit aan het schilderen van landschappen gedaan, maar hij hield wel van de Finse landschappen en schilderde daarnaast vooral Finse boerenmensen, bij wie hij zich thuis voelde door zijn jeugd, doorgebracht op het platteland. De werken die hij in die periode in Finland maakte droegen de stempel van Jules Bastien-Lepage, de Franse naturalist, hoewel zijn werken zich duidelijk onderscheidden van het Franse idioom door de Finse landschappen en de Finse types. Tijdens de zomer van 1886 reisde hij naar Korpilahti in centraal Finland en de winter bracht hij door in Keuruu in een vrij primitieve hut waar hij de ware Finse mensen en Finse natuur kon vinden. In oktober 1887 keerde hij terug naar Parijs. In 1889 schilderde hij de triptiek De Mythe van Aino, zijn eerste grote werk (200 × 413 cm) geïnspireerd op het Finse epos Kalevala. Vanaf toen maakte hij regelmatig schilderijen die dit verhaal illustreren.

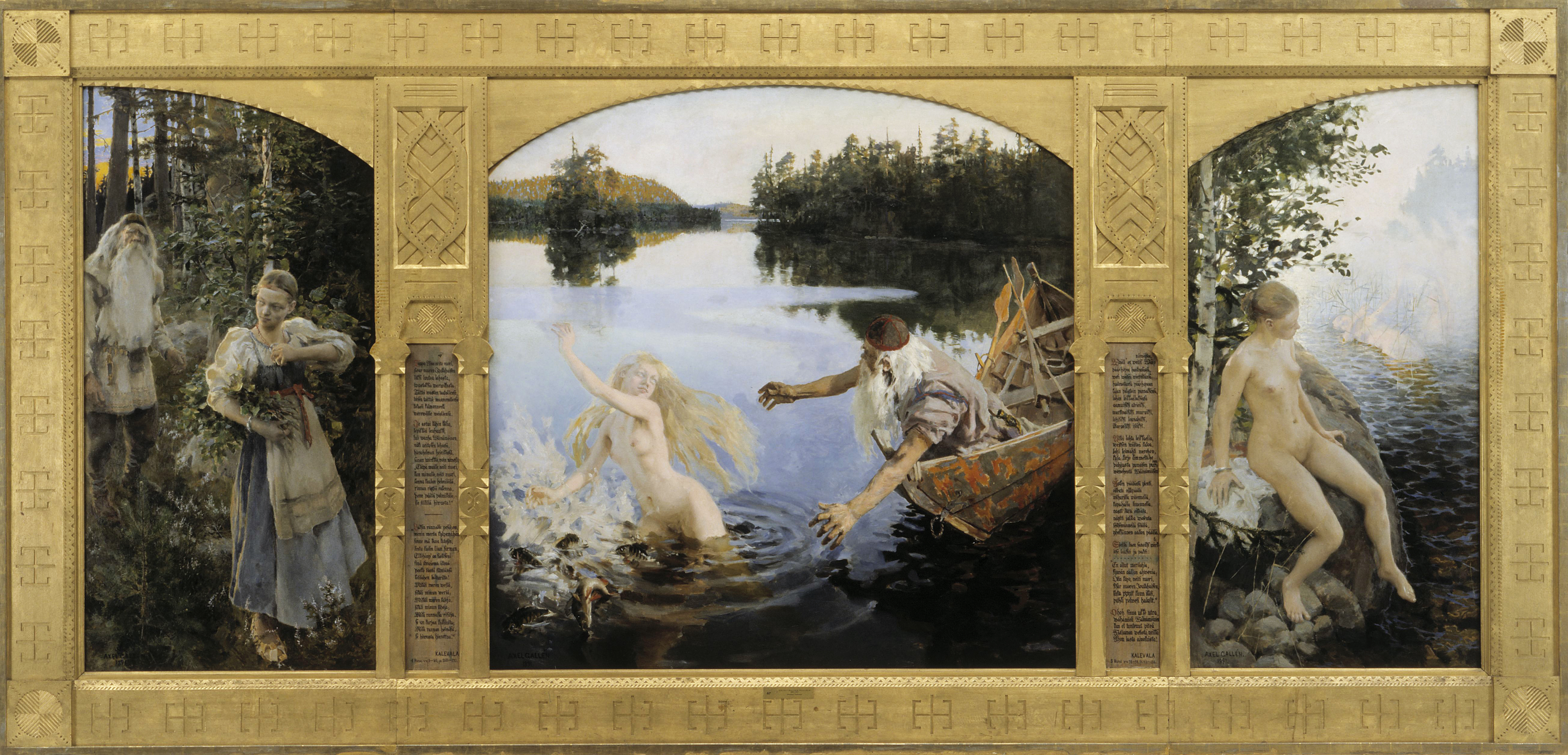
De Mythe van Aino (1891), Atheneum, Helsinki

### Symbolistische periode

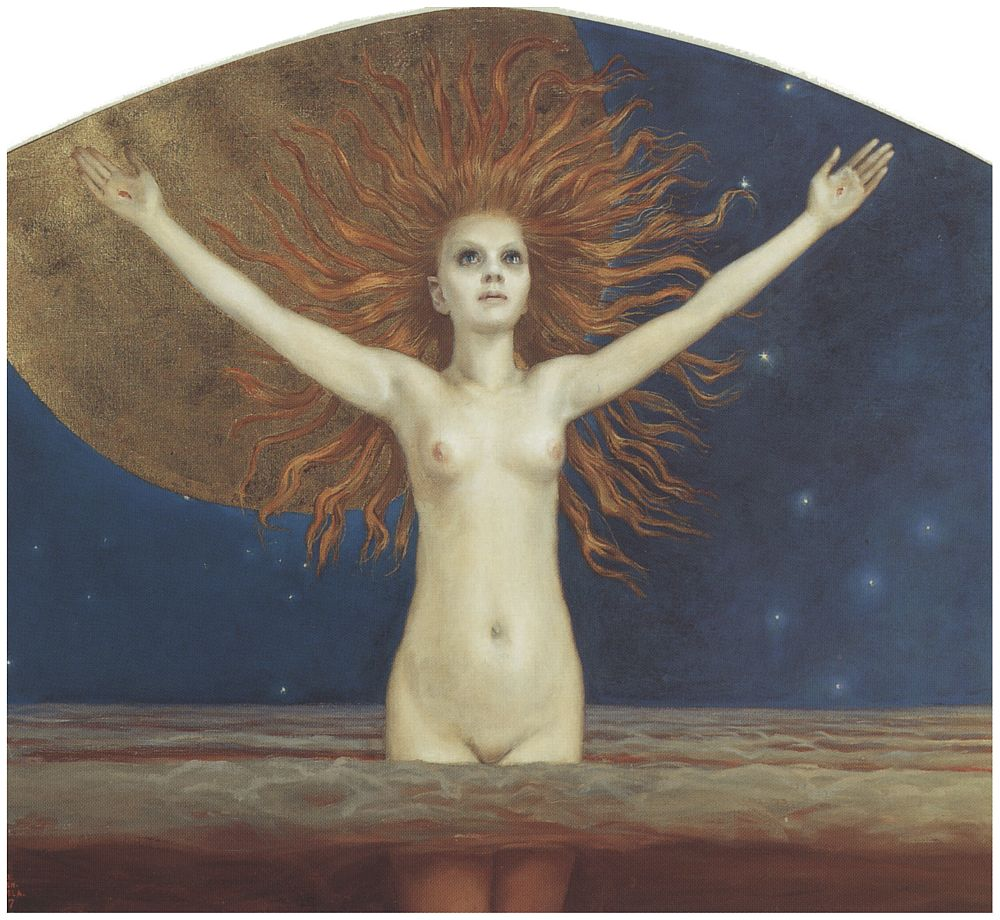
Ad astra
(1907), Villa Gyllenberg, Helsinki

Op 20 mei 1890 trad Akseli in het huwelijk met Mary Slöör. Hun huwelijksreis voerde naar Kuhmo en Russisch Karelië. Het jonge paar vestigde zich in Malmi, een deelstad van Helsinki. Mary en Akseli kregen een eerste dochter, Impi Marjatta, in 1891. Omstreeks die tijd ging Gallen-Kallela in zijn zoektocht naar de zin van het leven, zich interesseren voor het spiritualisme en de theosofie, wat in Europa in de mode was rond de eeuwwisseling. De werken die hij vanaf dat moment maakte zijn duidelijk symbolistisch. Hij beschouwde de kunstenaar als een uitverkorene, die voor anderen onzichtbare dingen in de wereld waarneemt met zijn zesde zintuig. Een van de werken die het symbolisme duidelijk illustreert is Ad Astra (1894-1896), Het is een van de meest uitgesproken symbolistische schilderijen gemaakt in Europa. Het toont een kosmische visie op de verrijzenis, maar is anderzijds geïnspireerd door de transmigratie zoals beschreven door Édouard Schuré in zijn boek Les Initiés van 1889. Het werk heeft een indrukwekkende plastische impact. Het werd ingelijst als een soort altaarstuk en bleef in het atelier van de schilder tot zijn dood. Zijn kinderen werden voor dit ‘altaar’ gedoopt.
In 1894 was zijn woning-atelier in Ruovesi, Kalela genoemd, afgewerkt. Zijn huis, gelegen op een geïsoleerd schiereiland in een meer, was gebaseerd op de architectuur van de oude Finse huizen in West-Karelië. In 1895 reisde hij naar Berlijn voor een tentoonstelling samen met Edvard Munch. Hij moest halsoverkop naar huis terugkeren, toen hij de dood van zijn dochtertje Impi Marjatta vernam. Het kind was gestorven aan difterie. In 1896 werd zijn tweede dochter geboren: Kirsti. Van 1897 tot 1898 ondernemen Akseli en Mary een grote reis door Europa, waarbij ze Italië doorkruisen. Ze vestigen zich een tijd in Florence, maar bezoeken ook Venetië, Orvieto, Rome, Napels, Sorrento, Capri en Pompeï. Via Wenen en Warschau gaat de reis verder naar Sint-Petersburg waar Gallen-Kallela deelneemt aan een tentoonstelling van Fins-Russische kunst georganiseerd door Sergej Diaghilev in het Stieglitz paleis. In Italië leerde hij de basistechnieken van de fresco schilderkunst. In Pompeï maakte hij kennis met Oscar Matthiesen met wie hij lange discussies had over de frescokunst. Datzelfde jaar werd zijn zoon Jorma geboren.

### Rijpe periode
Het Finse paviljoen op de wereldtentoonstelling van 1900 te Parijs, dat was ontworpen door Saarinen, Lindgren en Gesellius, werd met fresco's van de hand van Gallén versierd. Hij had daarvoor in 1899 de opdracht gekregen. Hij schilderde een aantal taferelen uit het epos Kalevala, dat voor hem een mystieke bron van inspiratie en kennis was. Hij ontwierp ook het meubilair, de wandbekleding en het textiel voor een van de kamers in het paviljoen. Zowel het Finse paviljoen als de concerten georganiseerd door zijn vriend Jean Sibelius hadden groot succes bij het Parijse publiek. De fresco's kregen de prijs van de pers. Na de wereldtentoonstelling werd het paviljoen met de grond gelijk gemaakt en van de fresco's bleven alleen enkele schetsen in plakkaatverf over. In 1928 werden een aantal fresco’s opnieuw geschilderd in de hal van het Nationaal Museum van Finland in Helsinki. Het succes op de wereldtentoonstelling bracht internationale erkenning mee.
Gallen-Kallela krijgt twee grote opdrachten voor fresco’s in 1901 een voor het Studentenhuis in Helsinki een het andere voor het Juselius Mausoleum in Pori. Deze laatste werden in 1931 door brand verwoest en tussen 1933 en 1939 door zijn zoon Jorma gerestaureerd. In 1902 werd hij vereerd met het Franse Legioen van Eer. Hij exposeerde in die periode in het buitenland, onder meer in München op uitnodiging van Wassily Kandinsky op de Phalanx IV tentoonstelling, met de Wiener Secession in Wenen (1901-1904) en in 1905 in Dresden in de Emil Richter galerij met de Brücke groep, waar hij trouwens onmiddellijk werd uitgenodigd om lid te worden van de groep, wat hij in 1906 ook deed.

### Laatste periode
Axél Waldemar Gallén wijzigde zijn (Zweedse) naam in Akseli Gallen-Kallela in 1907 omdat hij dit meer Fins vond klinken. Twee jaar later ondernemen de Gallen-Kallela’s een reis naar Oost-Afrika die achttien maanden zou duren. Ze vestigden zich in een buitenhuis in de buurt van Nairobi en ondernamen verschillende safari’s en jachtpartijen onder meer naar Tsavo en Makindu. Akseli schilderde er honderden werkjes in olieverf van dieren, landschappen, en de locale bewoners. Deze werken zijn veelal impressionistisch van stijl.

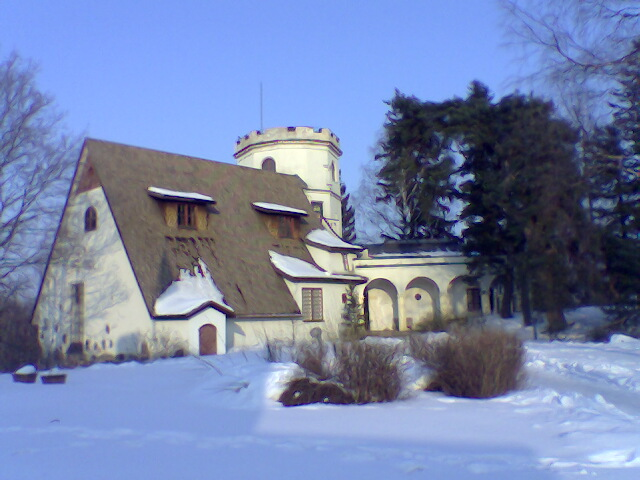
Het Gallen-Kallela Museum in Tarvaspää

Na zijn terugkeer in Finland begon hij de bouw van een nieuw landhuis en atelier op een landgoed van de familie van zijn vrouw in Tarvaspää. In dit huis is nu het Gallen-Kallela Museum gevestigd. Het huis was voltooid in 1913, maar Aleksi besloot al heel snel om terug te keren naar de stilte en de kalmte van Kalela, waar hij zijn tweede Kalela-cyclus zal schilderen tot in 1921.
Tussen 1920 en 1922 was Gallen-Kallela bezig met de illustratie van de Koru-Kalevala (de geïllustreerde Kalevala) en met de uitgave ervan. Van 1923 tot 1924 trokken de Gallen-Kallela’s naar de Verenigde Staten waar ze in Chicago en Taos (New Mexico) verbleven. Hij zal later nog met de illustratie van een Grote Kalevala beginnen maar die bleef onvoltooid.
Akseli Gallen-Kallela overleed in Stockholm op 7 maart 1931 op de terugweg naar huis van een sessie lezingen die hij was gaan geven in Kopenhagen.

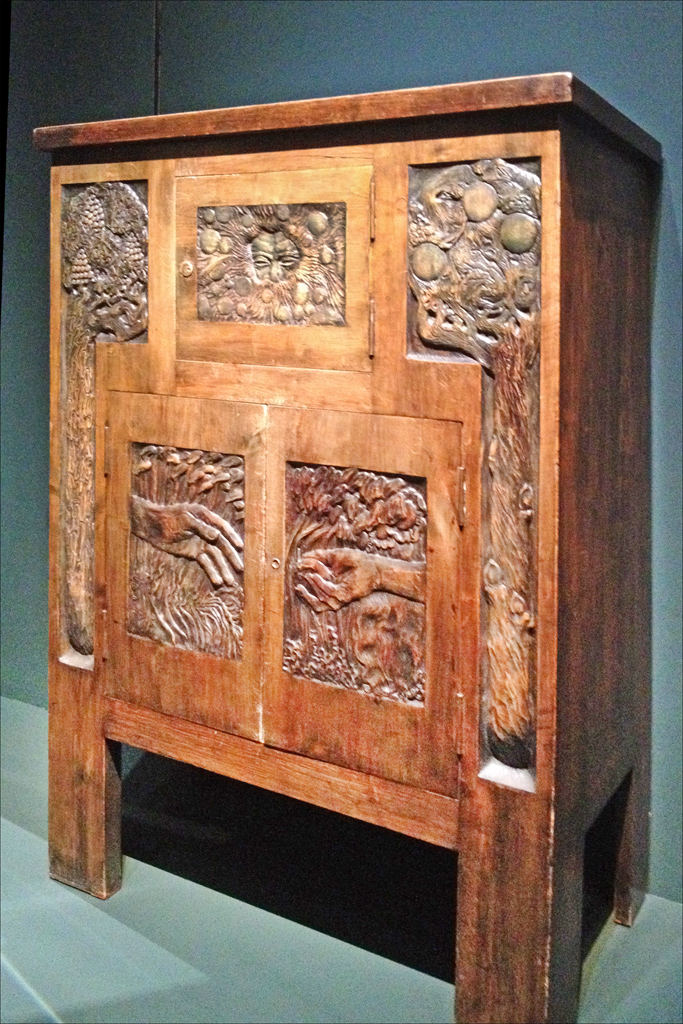
Buffetkast, ontwerp van Gallen-Kallela voor eigen gebruik

## Decoratieve kunst
Naast schilder was Gallen-Kallela ook actief in het domein van de decoratieve kunst. Hij was zoals andere kunstenaars in zijn tijd bezig met het scheppen van een totale kunst. Zijn huis Kalela was gebouwd als een Gesamtkunstwerk, in een mengeling van traditionele technieken, eigen inventies en folklore-elementen. Gallen-Kallela ontwierp meubels, stoffen en  gebruiksvoorwerpen. Hij richtte verscheidene huizen zowat overal in Europa in, zoals het huis van Fernand Khnopff in België (nu verdwenen), de Villa Stuck in München, een huis voor Carl Larsson in Zweden en het Cutescu-Storck-huis in Roemenië. De objecten die hij ontwierp waren een mengeling van jugendstil en Finse traditie.

## Leerlingen
Gallen-Kallela was de leermeester van Hugo Simberg, eveneens een belangrijke Finse symbolistische schilder.

## Tentoonstellingen
- Tentoonstelling van de werken van Gallen-Kallela in het kader van de Biënnale van Venetië in 1914.
- In 1915 nam Gallen-Kallela deel aan de Panama-Pacific International Exposition in San Francisco, waar vooral zijn recent werk uit Afrika werd getoond.
- In 1923 werd een tentoonstelling van het werk van de kunstenaar georganiseerd in het Art Institute of Chicago.
- Van 17 december 2006 tot 15 april 2007 liep er een tentoonstelling in het Groninger Museum, onder de titel De magie van Finland.
- In 2011-2012 werd een retrospectieve aan Akseli Gallen-Kallela gewijd met als titel Une passion finlandaise/Überirdische Leidenschaft. De tentoonstelling deed het Helsinki Art Museum, het Musée d'Orsay in Parijs en het Museum Kunstpalast in Düsseldorf aan.

## Werken
Hierbij een aantal bekende werken van deze kunstenaar. Op de weblinks vindt men een aantal sites waar men de werken kan bekijken.
- Jongen met kraai, 1884
- Parijse boulevard, 1885
- De oude vrouw en de kat, 1885
- Verloren, 1886
- De bedeljongen, 1887
- Adler et Gillet (Jälkisammutus), 1887
- Démasquée, 1888
- Bewaarengelen (Ravens), 1888
- Een grijze dag in Malmi, 1890
- De Aino-mythe, 1891
- Madonna (Mary en Marjatta), 1891
- De herder van Paanajärvi, 1892
- De watervallen van Mäntykoski, 1892
- De zwarte specht, 1892-1894
- Portret van de actrice Ida Aalberg, 1893
- Winterscène uit Imatra, 1893
- Het smeden van de Sampo, 1893
- Symposion, 1894
- De verdediging van de Sampo, 1896
- De verslagen Lemminkäinen, 1896
- Lemminkäinens moeder (Lemminkäisen äiti), 1897
- De broedermoord, 1897
- Joukahainens wraak, 1897
- Kullervo's vervloeking (Kullervon kirous), 1899
- Lente in Kalela, 1900
- Kullervo gaat op oorlogspad, 1901
- Het Keitele meer, 1905
- Ad Astra, 1894-1896
- Witte rozen, 1906
- Portret van Maksim Gorki, 1906
- Ad Astra, 1907
- Het spoor van de lLynx, 1908
- Väinämöinens bootreis, 1909
- Ons huis in Taos, 1925

## Galerij

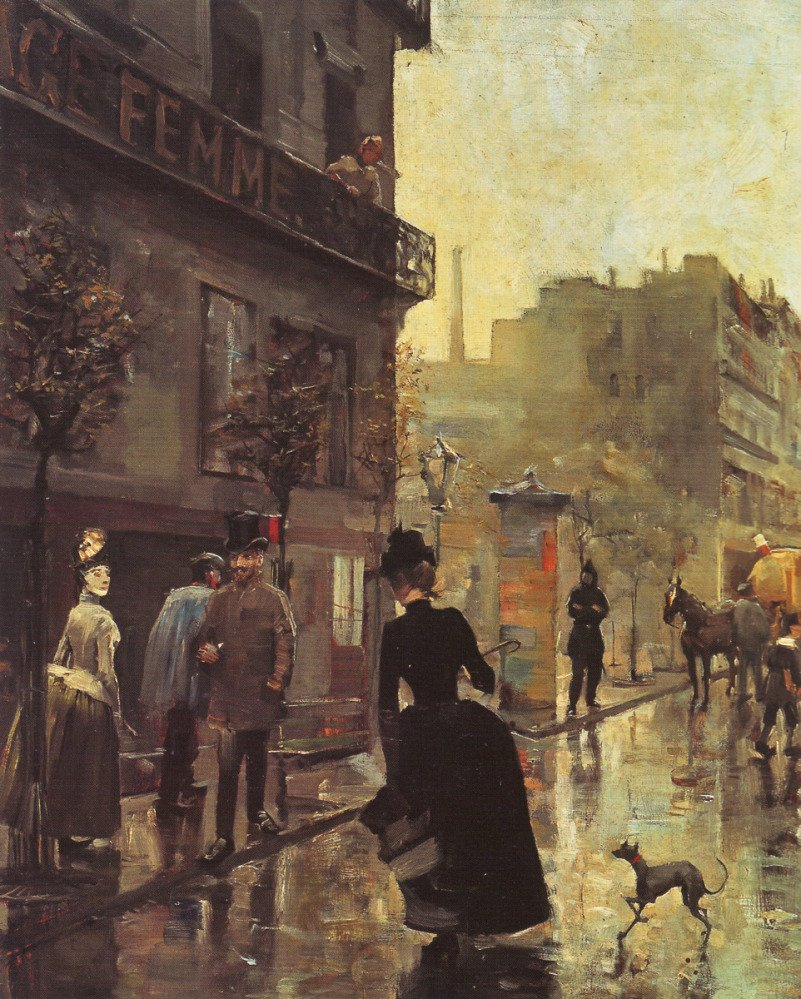
Parijse boulevard (1885), Kunstmuseum van Turku
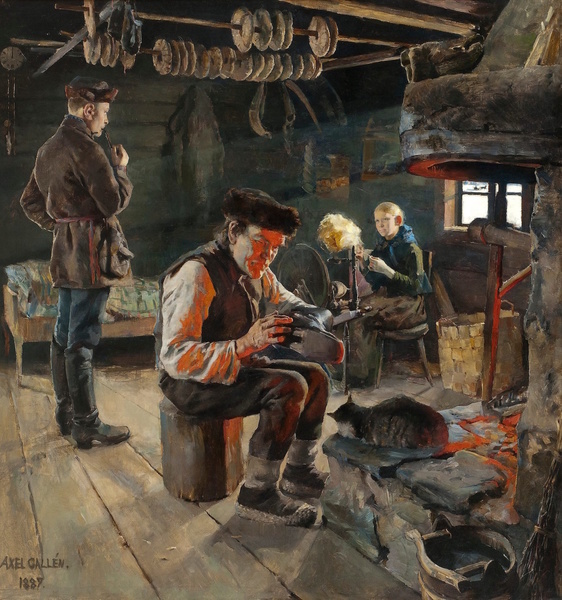
Schoenmaker (1889)
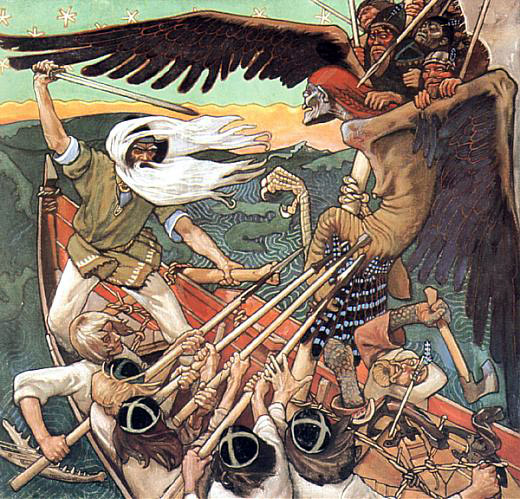
De verdediging van de sampo (1896), Kunstmuseum van Turku
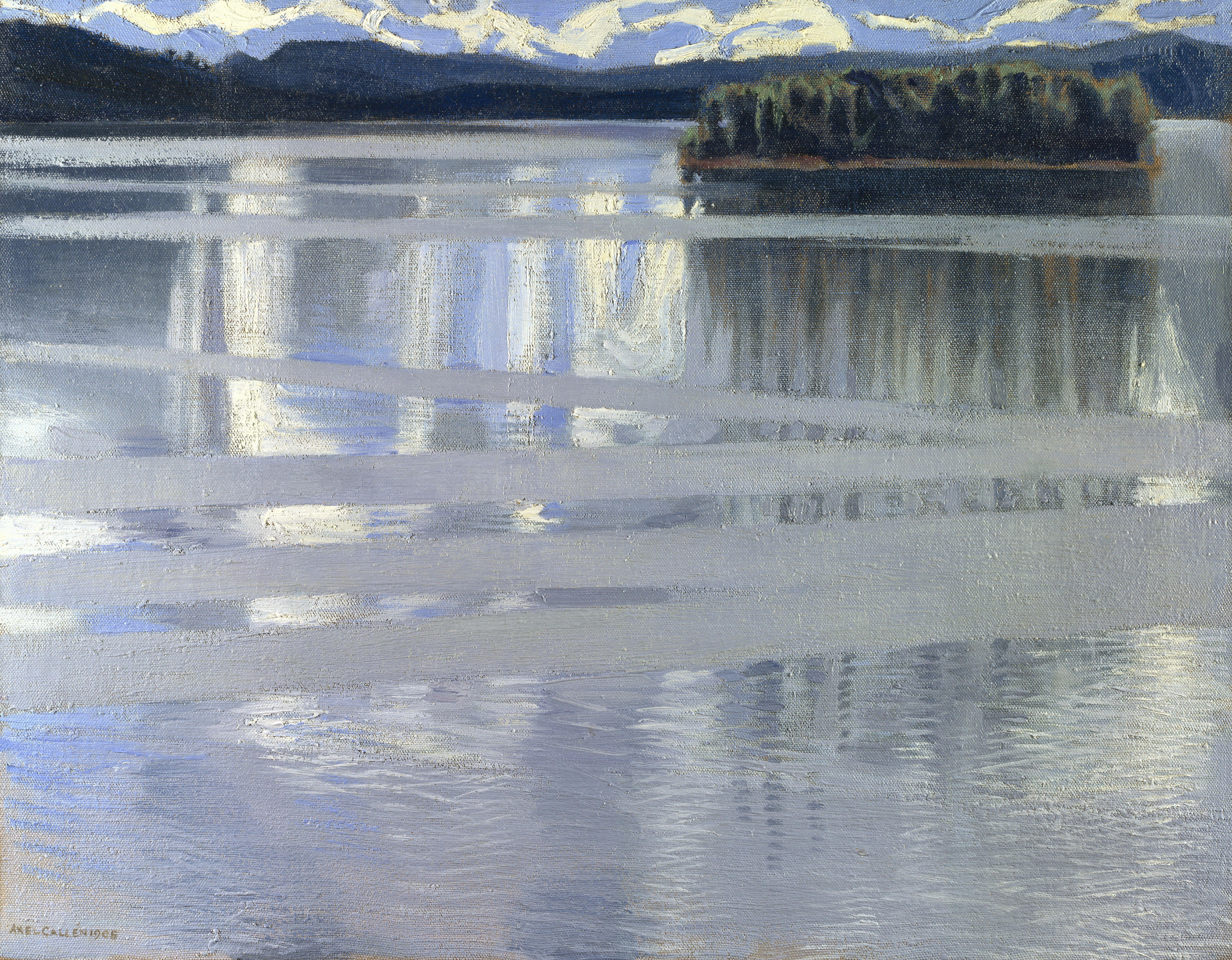
Keitelemeer (1905), National Gallery